# Jakub Vadlejch
Jakub Vadlejch (* 10. října 1990 Praha) je český atlet, závodící v hodu oštěpem. Získal zlatou medaili na mistrovství Evropy v Římě (2024) a stříbrnou medaili na olympijských hrách (2020), mistrovství světa (2017) i mistrovství Evropy (2022). Na olympijských hrách v Tokiu byl vlajkonošem české výpravy během slavnostního zakončení.
V letech 2016, 2017 a 2023 se stal celkovým vítězem Diamantové ligy. Se třemi triumfy je nejúspěšnějším oštěpařem v historii této soutěže. Čtyřikrát v řadě (v letech 2021, 2022, 2023 a 2024) ovládl anketu Atlet roku. Výkonem 89,51 m z finského Turku ovládl světové tabulky pro rok 2023.

## Vývoj kariéry
V roce 2009 (26. září v Domažlicích) překonal vlastní český juniorský rekord hodem dlouhým 81,95 metru. Zároveň se tak dostal již v 19 letech na tehdy 4. místo dlouhodobých národních tabulek (za Železným, Guzdekem a Frydrychem).
Na 56. ročníku Polabských závodů v Kolíně dne 1. května 2010 Jakub Vadlejch vítězným hodem svůj osobní rekord posunul na 82,52 m a o pouhý týden nato (8. května 2010) rekord ještě výrazně vylepšil při Velké ceně města Olomouce. O mimořádné úrovni souboje, který Vadlejch se svými oddílovými kolegy z Dukly Veselým a Frydrychem v Olomouci svedl, svědčí skutečnost, že jeho výkon 84,47 m stačil v tomto závodě pouze na třetí místo.
V červenci 2015 na mítinku v Karlstadu vylepšil svůj nejlepší výkon na 86,21 metru. 8. května 2016 svůj osobní rekord vylepšil výkonem 86,76 metru v japonském Kawasaki. Další osobní rekord vytvořil den před zahájením letních olympijských her, 4. srpna 2016 v Kolíně – tam poslal oštěp do vzdálenosti 87,20 metru, a zařadil se tak na šesté místo světových oštěpařských tabulek předolympijské části sezóny 2016. Další zlepšení osobního rekordu nastalo na Diamantové lize v Paříži dne 27. srpna 2016 výkonem 88,02 metrů.
V sezóně 2017 patřil k nejlepším oštěpařům světa a prakticky v každém závodě byl schopen házet kolem 87 metrů. Tento výkon předvedl například i na Mistrovství ČR v atletice v Třinci (87,07 m.). Největší úspěch své dosavadní kariéry zaznamenal v roce 2017 na Mistrovství světa v atletice v Londýně, kde si vylepšil osobní maximum na 89,73 m a vybojoval stříbrnou medaili. Nad jeho síly byl pouze Němec Johannes Vetter, který hodil jen o 16 centimetrů víc.
Zatím největším sportovním úspěchem Jakuba Vadlejcha je zlatá medaile z mistrovství Evropy 2024 v Římě, kde dne 12. 6. 2024 porazil všechny soupeře výkonem 88,65 metru z poslední série.

## Osobní rekordy
- Hod oštěpem 90,88 m (Dauhá, 2022)[11]